# Mozaga
Mozaga est un village du centre de l'île de Lanzarote dans l'archipel des îles Canaries. Il fait partie de la commune de San Bartolomé.

## Situation
Mozaga est situé au nord de l'intersection des routes LZ-20 et LZ-30

## Galerie

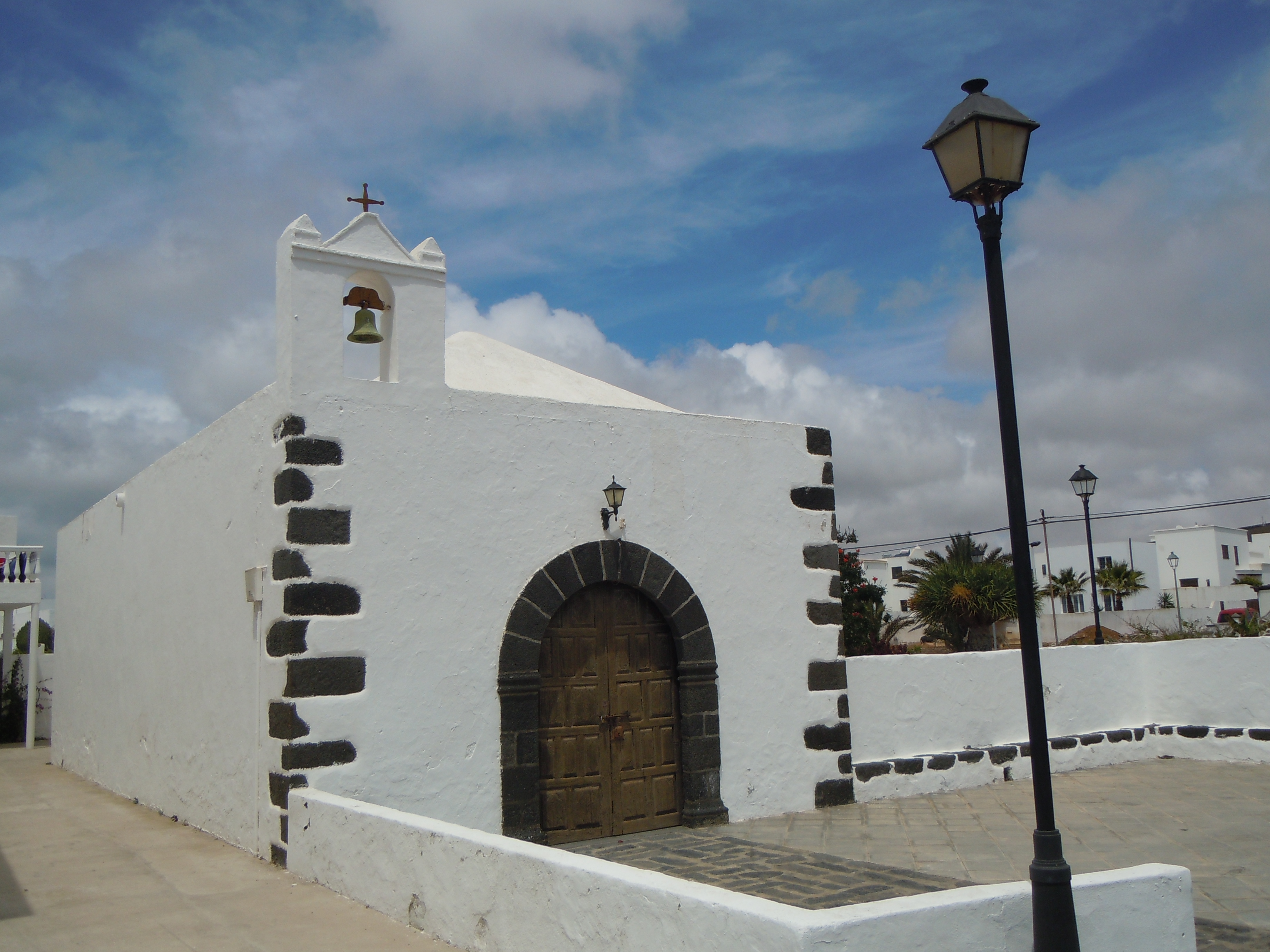
Façade de la chapelle
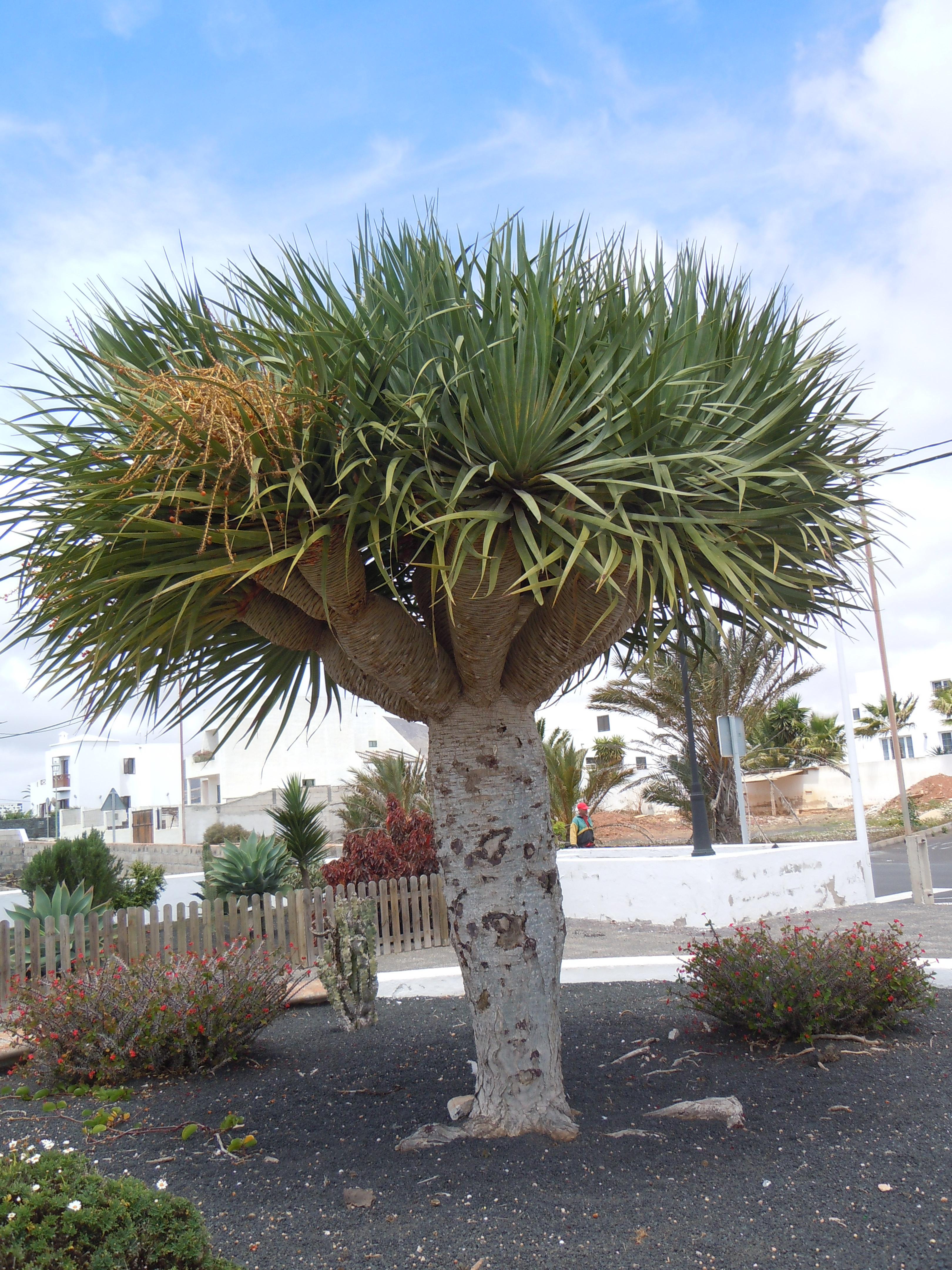
Dracaena draco, sur la place près de la chapelle.